# Ланасса
Ланасса — дочка царя Агафокла Сиракузького, можливо, від другої дружини Алкії. У 295 р. до н. е. Агафокл одружив Ланассу з епірським царем Пірром. Сам Агатокл супроводжував свою дочку разом з своїм флотом до Епіру до її нареченого. Посагом Ланасси був острів Керкіра. У пари було два сини: Олександр та Гелен. Однак Ланасса не змогла прийняти полігамний спосіб життя свого чоловіка, і покинула Пірр в 291 р. до н. е., поїхала до Керкіри і запропонувала цей острів в якості посагу Деметрію I Поліоркету, тодішньому королю Македонії, якщо він стане її новим чоловіком. Діадох прийшов до Коркіри, одружився з Ланасою і окупував острів. Після смерті Агафокла (289 р. до н. е.) Пірр, як колишній чоловік Ланаси, заявив спадкові претензії на Сицилію. На основі цих претензій жителі Сиракузи звернулися до Піра в 279 р. до н. е. про допомогу проти Карфагена.